# Chrysiptera oxycephala
Chrysiptera oxycephala är en fiskart som först beskrevs av Bleeker, 1877.  Chrysiptera oxycephala ingår i släktet Chrysiptera och familjen Pomacentridae. Inga underarter finns listade i Catalogue of Life.